# Giovanni Prodi
(Giovanni Prodi)
Giovanni Prodi (Scandiano, 28 luglio 1925 – Pisa, 29 gennaio 2010) è stato un matematico italiano, noto, oltre che per i suoi risultati sulle equazioni differenziali alle derivate parziali e in analisi non lineare, anche per le sue molteplici attività riguardanti la didattica della matematica.

## Biografia
Giovanni Prodi era il primogenito di nove figli (tra i suoi fratelli ci sono Romano, economista e uomo politico; Vittorio, fisico ed europarlamentare; Giorgio, medico e scrittore; Paolo, storico; e Franco, fisico dell'atmosfera). Suo padre, Mario Prodi, era un ingegnere proveniente da una famiglia contadina; la madre, Enrica, una maestra elementare.
Studia al liceo ginnasio Ariosto di Reggio Emilia e si diploma nel 1943, nonostante gli esami si svolgano in condizioni di emergenza a causa della guerra mondiale. Si iscrive quindi all'Università di Parma per studiare matematica, ma prestissimo viene chiamato alle armi e arruolato, ancora diciottenne. Dopo alcuni mesi di addestramento in Germania, in un campo con altri militari italiani (di cui egli conserva alcuni ricordi interessanti, come la cartina su cui i soldati, di nascosto, tenevano traccia, con delle bandierine americane, dell'avanzata degli Alleati), torna in Italia come telefonista, ma, come molti commilitoni, nella primavera del 1945 abbandona le truppe. Si costituisce a Parma e viene rinchiuso nel campo di Coltano, istituito nei pressi di Pisa dai britannici per la detenzione di prigionieri fascisti e dei collaborazionisti dell'esercito tedesco, e lì viene tenuto 5 mesi.
Reduce dalla prigionia, torna a studiare all'Università di Parma, dove si laurea in matematica il 24 novembre 1948 con una tesi nell'ambito delle equazioni differenziali (in particolare sul problema della stabilità). A Parma, tra l'altro, conosce Giovanni Ricci dell'Università di Milano, titolare dei corsi di analisi superiore e teoria delle funzioni, dal cui "gusto matematico" rimane affascinato. La svolta nei suoi studi si determina nella tarda primavera del 1949, presenziando a un convegno organizzato da Antonio Mambriani su "Analisi funzionale ed equazioni funzionali", al quale parteciparono, tra gli altri, Renato Caccioppoli, Gianfranco Cimmino, Giuseppe Zwirner e un giovanissimo Gaetano Fichera. Ha così l'occasione di rimanere affascinato dalla figura di Caccioppoli sentendolo esporre le idee di base dell'analisi funzionale e la necessità di un approccio globale e complessivo che, più che ai singoli "alberi", si rivolga all'intera "foresta funzionale". Influenzato dunque da Caccioppoli, abbraccia con entusiasmo quel campo di studi e, avvicinatosi a Cimmino per un consiglio su un libro da cui incominciare, si sente rispondere "Dal Banach". Prosegue quindi gli studi a Milano, come assistente di Giovanni Ricci.
Nel 1956, viene chiamato dalla facoltà di scienze dell'Università di Trieste per ricoprirvi la cattedra di analisi matematica (a quel tempo, l'unica cattedra di matematica pura della facoltà). Resta a Trieste fino all'ottobre del 1963, quando ottiene la stessa cattedra all'Università di Pisa, dove sarà a lungo professore di analisi matematica al Dipartimento di Matematica dell'Università di Pisa e docente di analisi non lineare alla Scuola Normale Superiore, fino al pensionamento.
La sua attività scientifica ha riguardato lo studio delle equazioni differenziali alle derivate parziali, l'analisi funzionale e l'analisi non lineare. Uno dei suoi principali risultati è stato il teorema di unicità delle equazioni di Navier-Stokes in due dimensioni spaziali, ottenuto nel 1959 contemporaneamente, e indipendentemente, anche da Jacques-Louis Lions.
A partire dagli anni settanta si occupa intensamente dei problemi della didattica della matematica, anche per influenza della moglie Silvia Dentella, insegnante di matematica; in questo ambito sviluppa il cosiddetto "progetto Prodi", con particolare attenzione al calcolo delle probabilità e agli aspetti costruttivi della matematica, che trova poi un naturale prolungamento nel PNI (Piano Nazionale Informatica). Contemporaneamente gli viene affidato l'insegnamento di Matematiche complementari nella stessa Università di Pisa.
È morto il 29 gennaio 2010 per un arresto cardiaco, come conseguenza della malattia di Parkinson, di cui era affetto da molti anni.
L'interesse nel campo della didattica lo aveva portato anche all'impegno politico, come assessore all'istruzione prima del comune di Trieste e, più tardi, nel 1985, di quello di Pisa, nella giunta di Oriano Ripoli.
Membro dell'Unione Matematica Italiana, dal 1961 al 1982 ha fatto parte della sua Commissione scientifica e, dal 1967 al 1996, della Commissione Italiana per l'Insegnamento della Matematica, dove ha collaborato con Giulio Cesare Barozzi. È stato anche il coordinatore e poi il presidente onorario del Gruppo di Formazione Matematica della Toscana.
Tra i suoi allievi, i matematici Antonio Ambrosetti, Antonio Marino, Giovanna Cerami, Fernando Amendola.

## Riconoscimenti
Nel 2001, l'Università di Palermo gli ha conferito la laurea honoris causa in scienze della formazione primaria. Inoltre, in onore di Giovanni Prodi, definito il «Nestore dell'analisi non lineare in Italia», è stata istituita, nel 2006, un'apposita cattedra presso l'Università di Würzburg, la Giovanni Prodi Chair in Nonlinear Analysis.

## Opere principali
- Giovanni Prodi, Analisi matematica, 2ª edizione, Torino, Bollati Boringhieri, 1972, ISBN 978-88-339-5329-8.
- Giovanni Prodi, Antonio Ambrosetti, Analisi non lineare, Pisa, Pubblicazioni della Scuola Normale Superiore di Pisa, 1973.
- Giovanni Prodi, Lezioni di analisi matematica 2, a cura di Antonio Ambrosetti e Giovanna Cerami, Torino, Bollati Boringhieri, 2011,  VII-262, ISBN 978-88-339-5812-5.[8]
- Matematica come scoperta. Per il biennio delle scuole medie superiori, 4 voll., Messina-Firenze, G. D'Anna, 1975-1978; 2ª ed. ampliata, 1981 e 1986-1988.
- Giovanni Prodi (a cura di), Processi cognitivi e apprendimento della matematica nella scuola elementare, Atti del convegno tenutosi a Trento nel 1980, ristampa: 1987 e 1992ª ed., Brescia, Editrice La Scuola, 1984, ISBN 88-350-7428-2.
- Giovanni Prodi, Enrico Magenes, Elementi di analisi matematica. Guida dell'Unione matematica al progetto Prodi. Per il triennio, Messina-Firenze, G. D'Anna, 1985, ISBN 978-88-8104-445-0.
- Giovanni Prodi, Metodi matematici e statistici, Milano, McGraw-Hill Libri Italia, 1992, ISBN 978-88-386-0629-8.
- Giovanni Prodi, Antonio Ambrosetti, A primer of nonlinear analysis, Cambridge (UK), Cambridge University Press, 1993, ISBN 0-521-48573-8.
- Giovanni Prodi, Loris Mannucci, Scoprire la matematica. Amico calcolatore, Milano, Ghisetti & Corvi, 2003. ISBN 978-88-8013-934-8.
- Giovanni Prodi, Nadia Tani, Scoprire la matematica. Introduzione all'algebra, Milano, Ghisetti & Corvi, 2003. ISBN 978-88-8013-930-0.